# Rheinkrise
Die Rheinkrise 1840 war eine politische Krise zwischen Frankreich und Deutschland. Auslöser waren Forderungen der französischen Öffentlichkeit nach der Rheingrenze, die nach einer diplomatischen Niederlage der Regierung unter Adolphe Thiers in der Orientkrise erhoben wurden. Der Rhein sollte als natürliche Grenze Frankreichs etabliert werden. Als Reaktion flammte in mehreren Staaten des Deutschen Bundes der Nationalismus auf. Auf beiden Flussseiten entstanden nationalistische Gedichte und Rheinlieder, von denen die bekanntesten Die Wacht am Rhein und das Lied der Deutschen sind. 
In der historischen Forschung wird die Krise als Durchbruch des deutschen Nationalismus zur Massenbewegung gedeutet. Politisch wurde sie rasch beigelegt, nachdem König Louis-Philippe I. im Oktober 1840 eine kompromissbereitere Regierung eingesetzt hatte.

## Vorgeschichte

### Orientkrise
Durch den Griechischen Unabhängigkeitskrieg und den russisch-türkischen Krieg 1828/29 war das Osmanische Reich empfindlich geschwächt worden. Nachdem sich der osmanische Sultan Mahmud II. geweigert hatte, Muhammad Ali Pascha, den Vizekönig des zum osmanischen Reich gehörenden Ägypten, auch als Statthalter in Syrien einzusetzen, besetzten ägyptische Truppen 1831 Palästina und Syrien und stießen 1832 bis nach Anatolien vor.
Frankreich hatte die türkische Niederlage im griechischen Unabhängigkeitskrieg dazu genutzt, 1830 Algerien zu besetzen. Es sah in Muhammad Ali Pascha einen idealen Verbündeten und unterstützte den ägyptischen Vizekönig, sich endgültig aus der Oberhoheit des Sultans Mahmud II. zu lösen. Ziel der französischen Politik war es, das an das Mittelmeer grenzende Afrika über Sues hinaus zu französischem Einflussgebiet zu machen.
Als 1839 der ägyptische Vizekönig einen weiteren Krieg mit dem Sultan für sich entscheiden konnte, führte dies zur Orientkrise von 1839–1841. Großbritannien, Österreich und Preußen befürchteten,  Russland würde eine weitere Schwächung des Osmanischen Reichs ausnutzen, um seinen Einfluss auf Konstantinopel und die Meerengen zu vergrößern. Daher standen sie einer Machtausdehnung Muhammad Ali Paschas ebenso ablehnend gegenüber wie Russland. Als Frankreich jedoch Zwangsmaßnahmen der Großmächte gegen den ägyptischen Pascha ablehnte, entschied sich der britische Außenminister Lord Palmerston, ihm eine Lektion zu erteilen: Die Großmächte würden dessen Wünsche nicht als Gesetz akzeptieren. Großbritannien, Russland, Preußen und Österreich, die im Erhalt des labilen Osmanischen Reiches eine bessere Garantie ihrer Interessen sahen als in seinem Zerfall, der unkalkulierbare Risiken mit sich gebracht hätte, schlossen auf Palmerstons Initiative am 15. Juli 1840 in London den Viermächtevertrag zur Befriedung der Levante und nötigten Frankreich, die Unterstützung Ägyptens aufzugeben.

### Französische Innenpolitik
Innenpolitisch befand sich die Julimonarchie am Ende der 1830er Jahre in einer instabilen Lage. Das Regime von König Louis-Philippe I. musste sich auf der rechten Seite mit der Opposition der Legitimisten auseinandersetzen, die das Haus Bourbon zurück auf den Thron bringen wollten. Von links wurde es zudem von Bonapartisten und Republikanern kritisiert, die eine stärker revolutionäre Orientierung und eine entschiedenere Vertretung der französischen Interessen forderten.

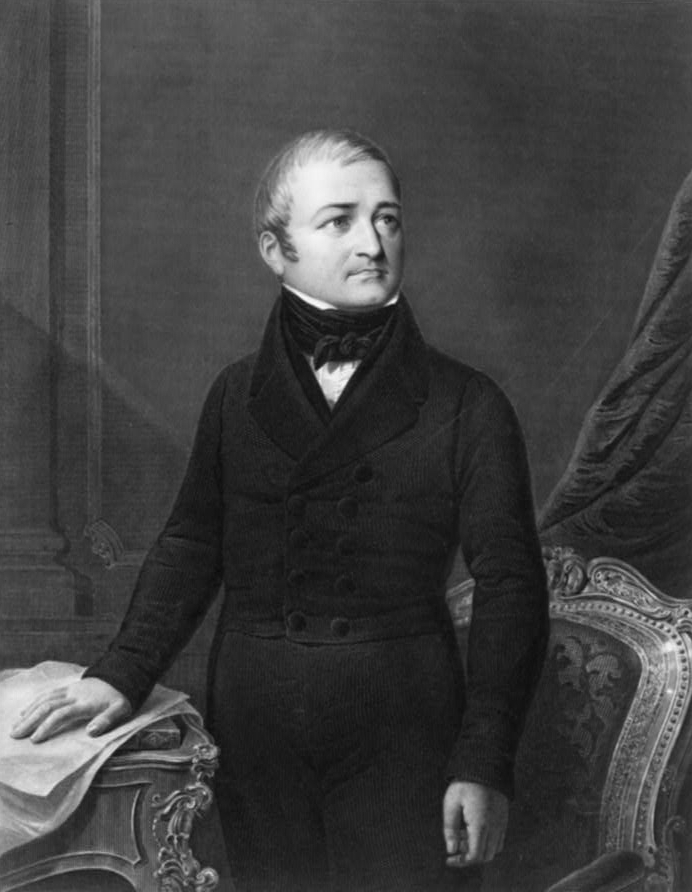
Adolphe Thiers. Stahlstich von Luigi Calamatta, um 1840

Offenkundige Korruptionsfälle hatten Neuwahlen zur Abgeordnetenkammer notwendig gemacht, bei denen am 2. März 1839 die linksnationalistische Opposition eine deutliche Mehrheit errang. Nachfolger des glücklosen Ministerpräsidenten Louis-Mathieu Molé wurde im Mai 1839 Nicolas Jean-de-Dieu Soult, der aber seinerseits wegen eines Konflikts zwischen König Louis-Philippe I. und dem Parlament um eine Schenkung an den Prinzen Louis Philippe bereits nach neun Monaten zurücktreten musste. Ihm folgte am 1. März 1840 Adolphe Thiers nach. Dieser entschiedene Vertreter einer stärkeren Parlamentarisierung Frankreichs galt wegen seiner führenden Rolle in der Julirevolution und seiner Geschichtswerke über die Französische Revolution und das Kaiserreich als „Inbegriff der Revolution“. In der Kammerdebatte vom 13. Januar 1840 schlug er deutlich nationalistische Töne an: Wenn Frankreich in der Orientkrise das Motiv der nationalen Ehre in den Vordergrund stelle, werde sich auch die revolutionäre Begeisterung wieder einstellen.
Wie aufgeheizt die innenpolitische Lage war, zeigte sich zudem an mehreren Versuchen von links und rechts, die Regierung zu stürzen: Am 2. und 13. Mai 1839 startete die Geheimgesellschaft Société des saisons des französischen Sozialisten Auguste Blanqui einen Aufstand, der aber rasch niedergeschlagen wurde. Am 6. August 1840 unternahm Louis Napoléon Bonaparte einen ebenfalls erfolglosen Putschversuch. Am 15. Oktober 1840 unternahm ein linksgerichteter Arbeiter ein Attentat auf den König, das gleichfalls misslang.

### Belgisch-luxemburgische Frage
Ein weiterer Faktor, der die starken emotionalen Reaktionen zu erklären hilft, die sich in der Rheinkrise zeigten, war die abschließende Klärung der belgisch-luxemburgischen Frage 1839: Als sich 1830 Belgien in der belgischen Revolution vom Königreich der Niederlande getrennt hatte, hatte Luxemburg, ein Mitglied des Deutschen Bundes, mehr als die Hälfte seines Staatsgebietes verloren. Dieser Territorialverlust wurde nach einer Annäherung Großbritanniens an Russland im so genannten Endvertrag festgeschrieben, doch im Deutschen Bund gab es weiterhin Widerstände dagegen.

## Verlauf

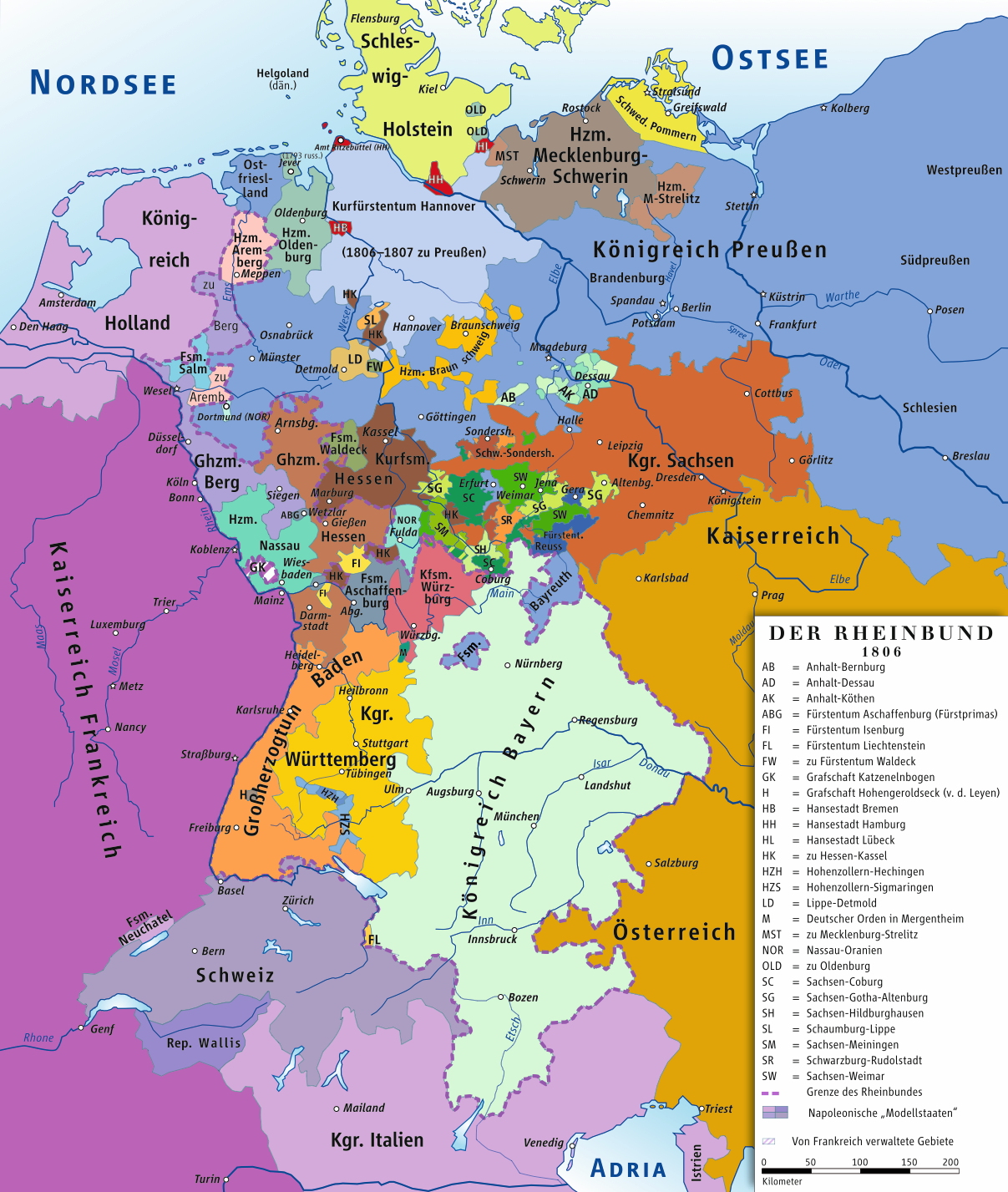
Der Rhein als französische Ostgrenze 1806

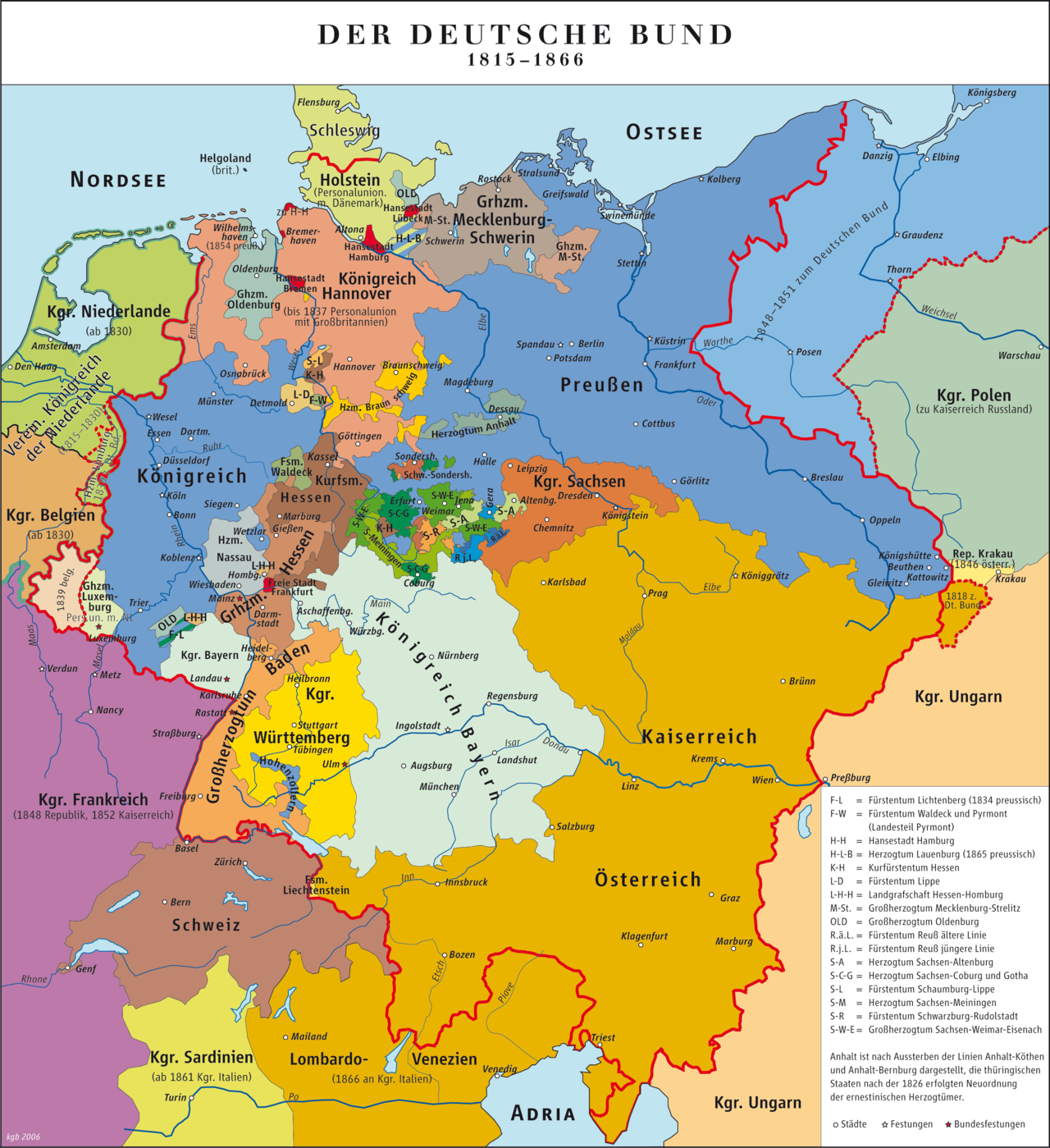
Grenzen des Deutschen Bundes um 1840

### Forderungen nach der Rheingrenze
In Frankreich wurde der ohne sein Wissen zustande gekommene Viermächtevertrag als Neuauflage der Siegerkoalition von 1814 wahrgenommen. Die außenpolitische Krise schlug in einen nationalistischen Sturm der Öffentlichkeit um: Man fühlte sich übergangen und gedemütigt, von einem „diplomatischen Waterloo“ war die Rede. Angefangen mit der liberalen Zeitung Constitutionnel, die am 1. August 1840 einen Vorstoß zum Rhein forderte, breitete sich ein „annexionistischer Chauvinismus“ aus, der eine Kompensation für die vermeintliche Schmach verlangte: Der bonapartistische Capitole stellte sich am 2. August vor, fast ganz Deutschland warte nur auf ein französisches Eingreifen als Gelegenheit, seine „petits despotes“ loszuwerden. Der regierungsnahe Courrier français drohte am 5. August für den Fall einer russischen Intervention im Osmanischen Reich mit einem Vernichtungskrieg und einem Vormarsch an den Rhein. Ähnliche Forderungen wurden bald auch von legitimistischen Blättern vertreten. Gefordert wurde wie bereits in der Julirevolution von 1830 eine Revision der Verträge von 1815 und eine Wiedereroberung der Rheingrenze: „Man muß die Verträge von 1815 zerreißen […] Auf zum Rhein […] Man setze die nationale Bewegung fort durch den Krieg“.
Um die Empörung der Bevölkerung nicht zu einer Bedrohung der Monarchie anwachsen zu lassen, griff Ministerpräsident Thiers zu einem Bluff: Er demonstrierte Kriegsbereitschaft, indem er am 5. August 1840 Reservisten einberufen ließ, eine Staatsanleihe zu Rüstungszwecken auflegte und Paris befestigen ließ. Dies stachelte die nationalistischen Emotionen im Land nur noch weiter an: Die Regierung wurde des Maulheldentums geziehen, der sozialistische Journalist Louis Blanc erklärte unumwunden: „Was wir brauchen, ist ein Krieg, und um ihn zu führen, ein revolutionäres Regime“. Dass am 12. Mai 1840, also kurz vor Ausbruch der Krise, beschlossen worden war, die Gebeine Napoleons nach Paris zu überführen, verstärkte den Eindruck, Frankreich kehre zur Expansionspolitik zurück. Thiers hoffte, dass Muhammad Ali Pascha sich in Syrien militärisch würde halten können, was sich indes nicht bewahrheitete: Im Herbst mussten sich die Ägypter aus Syrien zurückziehen. Der Ministerpräsident plante nun, in den Alpen und am Rhein militärisch vorzugehen, und versuchte den König zu überzeugen, in seiner Thronrede Ende Oktober einen Krieg nicht auszuschließen. Als der das ablehnte, trat Thiers am 20. Oktober zurück.

### Deutsche Reaktionen
Auf deutscher Seite antwortete man in gleicher Weise mit nationalistischer Erregung. Eine Kriegspsychose bzw. ein „Sturm der Frankophobie“ ging durch die deutsche Öffentlichkeit, insbesondere in den westlichen Bundesstaaten und in Bayern. Auch Forderungen, das Elsass und Deutsch-Lothringen von Frankreich zurückzuerobern, wurden laut. Quer durch alle gesellschaftlichen Schichten wurde spontan zur Abwehr der vermeintlichen nationalen Bedrohung aufgerufen, die Nationalideologie erwies erstmals ihre enorme Integrationskraft. Waren sich die Zeitungen überall im Deutschen Bund in der Zurückweisung der französischen Ansprüche einig, so gab es doch deutliche regionale Unterschiede: Die badische Presse etwa bemühte sich tendenziell um Mäßigung, schärfer fielen die Urteile in den überregionalen Zeitungen und denen der Rheinprovinz aus. Demgegenüber gab es auch Blätter, die sich weiterhin für einen gemeinsamen Kampf der „Brudervölker“ Deutschland und Frankreich gegen den Despotismus aussprachen. Auch im Osten Deutschlands war in manchen Landstrichen vom durch die Rheinkrise ausgelösten frankophoben Nationalismus wenig zu spüren. Gleichwohl wird die Rheinkrise als der „Anbruch des Vormärz im engeren Sinne“ bezeichnet: In den folgenden Jahren bis zur Revolution von 1848 stieg die Zahl der Mitglieder in den diversen vorpolitischen nationalistischen Organisationen (Turner, Gesangsvereine, studentische Progressbewegung usw.) auf etwa eine Viertelmillion.

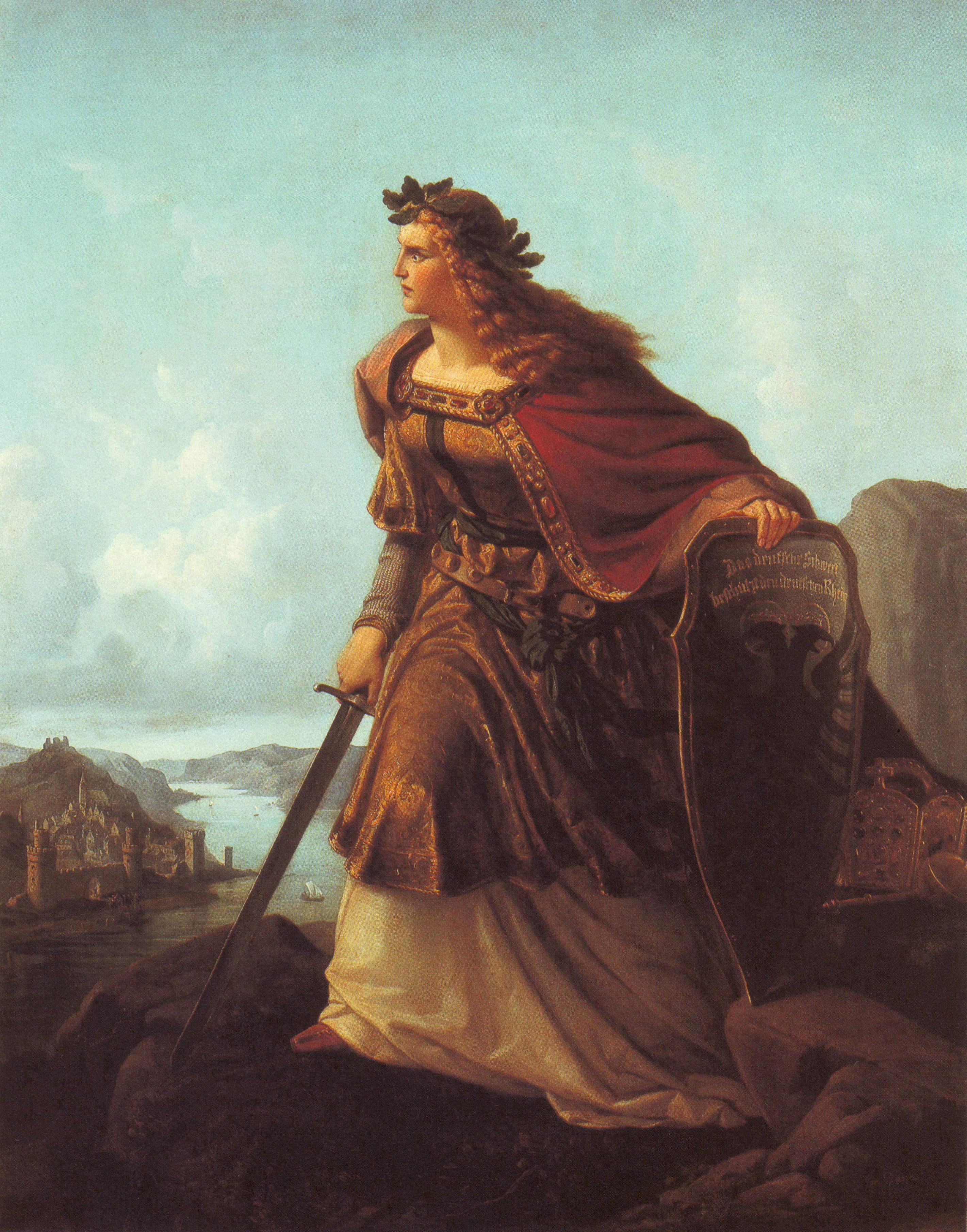
Germania auf der Wacht am Rhein, Gemälde von Lorenz Clasen, 1860

Es kam zu einem regelrechten Dichterkrieg zwischen Franzosen und Deutschen. Die „Rheinliedbewegung“ brachte eine Fülle national begeisterter politischer Gelegenheitslyrik hervor. Nikolaus Becker schrieb sein mehr als siebzig Mal vertontes Gedicht Sie sollen ihn nicht haben, den freien deutschen Rhein. Max Schneckenburger schrieb Die Wacht am Rhein, einen nationalpatriotischen Aufruf zur Verteidigung des Rheinlandes. Ernst Moritz Arndt rief erneut zum Krieg gegen Frankreich auf: „Zum Rhein! Übern Rhein! All-Deutschland in Frankreich hinein!“ Nikolaus Müller, der als ehemaliger Mainzer Jakobiner alles andere als frankophob war, gab nun eine Sammlung germanischer Kriegslieder heraus. Der revolutionäre Dichter Georg Herwegh schrieb im Oktober 1840 im Schweizer Exil sein Rheinweinlied: „Haut, Brüder, mutig drein! Der alte Vater Rhein, der Rhein soll deutsch verbleiben.“
Auch das Lied der Deutschen, dessen dritte Strophe die deutsche Nationalhymne ist, wurde unter dem Eindruck der französischen Forderungen gedichtet. Heinrich Hoffmann von Fallersleben schrieb es am 26. August 1841 auf Helgoland. Anders als Becker, Schneckenburger und Arndt war er durchaus nicht frankophob gesinnt, der „Rheinland-Epidemie“ stand er ablehnend gegenüber. Den Rhein ließ er unerwähnt.
In der deutschen politischen Publizistik wurden nun „deutsche“ und „französische Freiheit“ verbreitet als Gegensätze verstanden. Diese wurde mit Unordnung, Fremdherrschaft und gesellschaftlicher Umverteilung assoziiert, während jene als der Weg verstanden, auf dem die ersehnte nationale Einheit gewonnen werden könne. Die Kölnische Zeitung schrieb am 26. August 1840:

„Nicht nach Raub, nicht nach Anarchie, nicht nach neuer Verteilung alles Vermögens, nicht nach Gemeinschaft der Frauen […] gelüstet es ihr [der deutschen Jugend]. Sie will nichts als Sieg, und durch Sieg Frieden und Ruhm gewinnen. Sie will den letzten Völkerkampf der neuen Zivilisation ausfechten, auf daß jedem Volk seine Stellung angewiesen werde.“

Der Liberale Karl Biedermann forderte 1842, man müsse „endlich einsehen, daß die politische Freiheit nicht Zweck, sondern Mittel sei, daß, […] um eine frei Nation zu bilden, allererst eine Nation da sein müßte und daß diese durch den bloßen Kampf um Verfassungsformen doch nimmer ins Leben gerufen werden könne.“ Gegenstimmen wie die von Arnold Ruge, der bereits im April 1840 über die „stockdeutsche Richtung“ klagte, die aus Frankreich „nichts als Greuel und Untergang“ befürchte, blieben die Ausnahme.
Auch wurde argumentiert, beim Wiener Kongress sei der Fehler begangen worden, auf eine deutliche Verkleinerung Frankreichs zu verzichten. Dies werde sich beim nächsten Krieg bitter rächen, weshalb man eine entsprechende Korrektur unbedingt in einem künftigen Friedensschluss durchsetzen müsse. Daher wurde in den Jahren nach 1840 wiederholt darüber räsoniert, das gesamte Festungssystem an Frankreichs Ostgrenze oder die ganze Schweiz zu annektieren, um Sicherheit vor dem Nachbarn zu erhalten.
Die aggressiven Töne aus Deutschland wurden in Frankreich mit Enttäuschung, Sorge oder mit Wut wahrgenommen. Der deutschfreundliche Saint-René Taillandier klagte über „Herausforderungen, Verleumdungen und Beleidigung“. Der Lyriker Alphonse de Lamartine legte eine Marseillaise de la paix vor. Der Romantiker Alfred de Musset beantwortete Beckers Kriegslied 1841 mit dem kämpferischen Le rhin allemand. Edgar Quinet legte mit Le Rhin und La teutomanie 1841 lyrische Warnrufe vor. 1842 sprach sich Victor Hugo in Le Rhin scheinbar versöhnlich für eine enge und freundschaftliche Verbindung zwischen Deutschland und Frankreich aus, deren Grenze aber der Rhein sein solle: Auch er sprach sich also für eine Annexion des Rheinlands aus.
Auch die Politik wurde aktiv. Der neue preußische König Friedrich Wilhelm IV., der erst am 7. Juni 1840 den Thron bestiegen hatte, ließ sich von der Begeisterung kurzzeitig anstecken. Am 10. Januar 1841 schrieb er dem österreichischen Staatskanzler Klemens Wenzel Lothar von Metternich, es gelte den aktuellen nationalen Aufschwung zu nutzen, um „Teutschland […] mächtiger als je“ zu machen. Österreich möge „seinen mächtigen Rath in die Waagschaale zu legen, damit die wohl nicht wiederkehrende Erhebung des Fürsten- und Volks-Gefühles segens- und erfolgreich gemacht werde für die nächste Zukunft und dadurch auch für die fernere Zukunft Teutschlands“. Der konservative Metternich zeigte sich in seiner Antwort vom April 1841 aber einer Änderung des Deutschen Bundes abgeneigt. Konkret schlug Friedrich Wilhelm dem Deutschen Bund vor, das Bundesheer zu vergrößern und die Bundesfestungen zu bewaffnen. Seine Vorlage wurde im Juni 1841 vom Bundestag angenommen. Die Bundesfestungen Mainz, Ulm und Rastatt wurden beträchtlich ausgebaut, das Königreich Bayern forcierte den Bau der Festung Germersheim. Der bayerische König Ludwig I. hoffte gar auf einen Krieg, in dem das 1681 von Frankreich annektierte Straßburg zurückerobert werden könnte. Preußen und Österreich verabredeten ein militärisches Zusammengehen für den Fall eines französischen Angriffs. Diese Zusammenarbeit der beiden deutschen Großmächte weckte bei Anhängern der Nationalbewegung irrige Hoffnungen auf deren Verstetigung, in deren Folge die deutsche Einheit stehen würde. Da beide konservativen Mächte an einer Verschärfung der Krise kein Interesse hatten, beließen sie es dabei: Die von Preußen ursprünglich geplante Aufrüstung und die Reform der Bundeskriegsverfassung unterblieben.

## Folgen
Bevor die Rheinkrise zu einem Krieg eskalieren konnte, ging Louis-Philippe nach Thiers‘ Rücktritt zu einer Beschwichtigungspolitik über: Das neue Kabinett unter Ministerpräsident Soult mit Außenminister François Guizot war um eine versöhnliche Politik bemüht. Es erteilte der nationalistischen Agitation im Land eine deutliche Absage und erklärte sich an einer Wiederherstellung des Konzerts der Großmächte interessiert. Bereits ein Jahr später konnte mit dem Dardanellenvertrag die Meerengenfrage zwischen allen fünf Großmächten einvernehmlich geregelt werden. Die Rheinkrise hatte auch in den kulturellen Beziehungen beider Länder keine nachhaltigen Folgen: Weder tat sie der Bewunderung der französischen Intellektuellen für Deutschland Abbruch, noch entzog sie den von der politischen Polizei verfolgten deutschen Sozialisten ihr Pariser Exil.
Nachhaltiger war die Wirkung der Rheinkrise in der Geschichte der deutschen Nationalbewegung: Mit ihr etablierte sich der Nationalismus, der in Deutschland bis dahin eine personell eng begrenzte Elitenveranstaltung gewesen war, erstmals als Massenbewegung. Von nun an habe sich der Nationalstaatsgedanke, wiewohl er bis 1871 eine Oppositionsideologie blieb, so der Historiker Bernd Schönemann, „nicht mehr eindämmen oder gar unterdrücken“ lassen. Heinrich Heine schrieb 1854, dass „damals Thiers unser Vaterland in die große Bewegung hineintrommelte, welche das politische Leben in Deutschland weckte; Thiers brachte uns wieder als Volk auf die Beine.“ Heinrich von Treitschke schrieb später, in der Rheinkrise seien „die Deutschen der politischen Zersplitterung zum Trotz zum ersten Mal eins“ geworden.
Der Historiker Reiner Marcowitz glaubt, die französische Forderung nach der Rheingrenze habe „für die Entwicklung des deutschen Einheitsstaatsgedankens […] eine ähnlich katalysatorische Funktion wie die ‚Befreiungskriege‘“ gehabt. Christian Jansen sieht die Rheinkrise neben der Schleswig-Holstein-Krise und dem organisierten Massennationalismus am Vorabend des Ersten Weltkriegs als ersten von drei Höhepunkten der nationalistischen Bewegung in Deutschland.
Für Wolfgang Hardtwig ist sie der Wendepunkt von einem modernisierenden, staatsbürgerlichen Nationalismus, der auf Partizipationsausweitung angelegt war, zu einem sozialdefensiven Nationalismus, der von einer Kultur- bzw. Volksnation ausging. Nach Theodor Schieder drangen mit der Rheinkrise gegen Frankreich gerichtete nationale Stimmungen auch in liberale Schichten in Deutschland ein und gaben dort für lange Zeit den Ton an. Laut Harald Biermann wurde Frankreich in der Rheinkrise endgültig als Deutschlands „Erbfeind“ festgeschrieben.
Heinrich August Winkler sieht die Wirkung der Rheinkrise auf die deutschen Liberalen dagegen eher in einer Annäherung an das bis dahin verfemte Preußen: 

„Die deutsch-französische Konfrontation belehrte den gemäßigten Liberalismus, daß die deutsche Frage vorrangig eine Machtfrage war, die sich nur im Zusammenwirken mit der unzweifelhaft deutschen Großmacht Preußen lösen ließ.“

Nach Frank Lorenz Müller trug die Rheinkrise zu einem Meinungsklima in Deutschland bei, das aus der Bedrohung durch Frankreich und Russland und dem Neid auf die britischen Erfolge in Übersee imperialistische Konsequenzen zog: Hier liege die Ursache der Forderungen nach einer deutschen Kolonialwirtschaft, nach einer deutschen Flotte und deutschen Siedlungskolonien, wie sie in der Revolution von 1848/49 erhoben wurden.